# 八戸農業協同組合

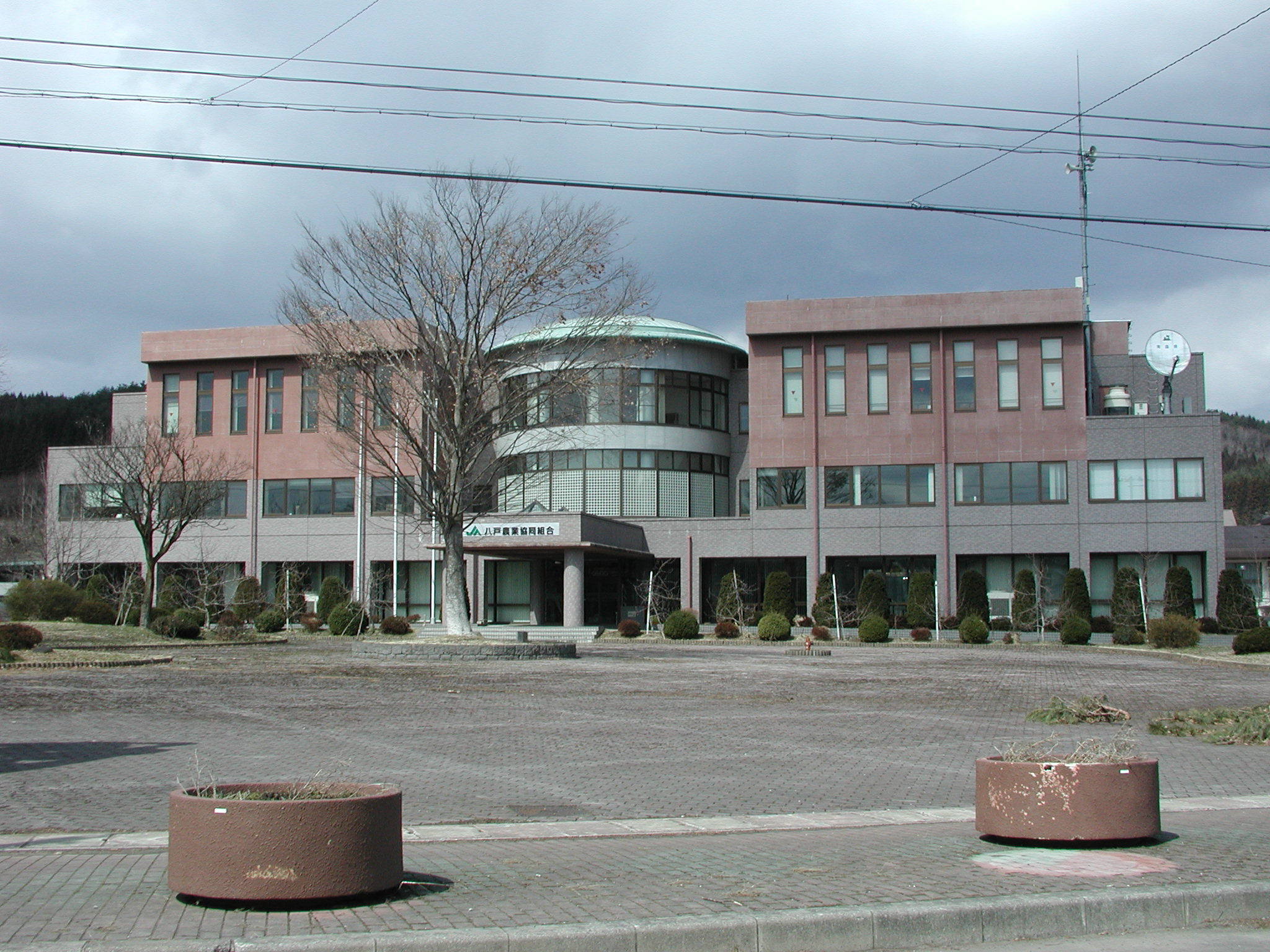
JA八戸 経済事業の本部・倉石支店（2009年3月末日 - 元：倉石村役場 庁舎。）

八戸農業協同組合（はちのへのうぎょうきょうどうくみあい、略称JA八戸、八戸農協）は、青森県三八地方に拠点を置く農業協同組合。

## 概要
2009年4月1日に、三八エリアの4つのJAが新設合併して設立され、正組合数：約18,800人、貯金高：約750億円と、これまで県内最大だったJAつがる弘前を抜いて、県内最大のJAが誕生した。

## 沿革
- 2009年4月1日 - 八戸広域・まべち・しんせい五戸・田子町の4農協が新設合併し、八戸農業協同組合が発足。統一金融機関コードは、旧：JA八戸広域の『3488』を継承。

## 本店・本所
- 総務・金融／青森県八戸市尻内町字内矢沢2-5
- 営農・経済／青森県三戸郡五戸町倉石中市字上ミ平19-1

## 金融店舗
八戸市内
- 上長支店 - 八戸市尻内町字内矢沢2-5
- 下長支店 - 八戸市河原木字河原木後10

三戸郡内
- 階上支店 - 階上町蒼前東1丁目9-805
- 五戸支店 - 五戸町博労町4-1
- 倉石支店 - 五戸町倉石中市字上ミ平19-1
- 三戸支店 - 三戸町川守田字大明地22-1
- 南部支店 - 南部町大向字小波田24-4

## 主な作物
- にんにく など